# Championnats du monde de gymnastique artistique 2021
Navigation
Édition précédente Édition suivante
Les championnats du monde de gymnastique artistique 2021, cinquantième édition des championnats du monde de gymnastique artistique, ont lieu du 18 au 24 octobre 2021 au gymnase général de Kitakyūshū, au Japon.
Exceptionnellement, le championnat du monde a lieu l'année où s'est déroulé les jeux olympiques en raison du report d'un an en raison de la Pandémie de Covid-19, et qui plus est dans le même pays.
Pour la première fois, c'est dans le même lieu que se tiendra la semaine suivante les Championnats du monde de gymnastique rythmique.

## Participants
Au total, 56 nations participent à ces championnats du monde de gymnastique artistique 2021.
Seulement 312 gymnastes participent à ces championnats du monde dont 196 gymnastes masculins et 56 gymnastes féminines. Une large majorité des gymnastes sacrés champions olympiques à Tokyo ne seront pas présents : on notera la seule présence de la Brésilienne Rebeca Andrade, du Sud-Coréen Shin Jeahwan et du Japonais Daiki Hashimoto. Simon Biles, après son échec aux jeux ne sera également pas du voyage, elle qui était pourtant détentrice de quatre titres en 2019.
En vertu d'une décision du Tribunal arbitral du sport, la Russie ne peut pas utiliser son nom, son drapeau ou son hymne et doit se présenter comme « athlète neutre » ou « équipe neutre » à tous les championnats du monde jusqu'au 16 décembre 2022. Ainsi, les gymnastes russes concourent sous le nom de « Fédération russe de gymnastique (RGF) ».
| Afrique | Amérique | Asie | Europe | Océanie |
| ------- | -------- | ---- | ------ | ------- |
|         |          |      |        |         |

## Programme
Les qualifications femmes ont lieu les 18 et 19 octobre 2019 de 9h00 à 22h00 (heure française). Les qualifications hommes ont quant à elles lieu les 19 et 20 octobre 2019 de 9h00 à 22h00 (heure française).
Il n'y a pas de concours par équipe, seules les épreuves individuelles sont disputées :
- 21 octobre : Concours individuel féminin
- 22 octobre : Concours individuel féminin
- 23 octobre : Concours féminin par agrès (saut de cheval, barres asymétriques), Concours masculin par agrès (sol, cheval d'arçons, anneaux)
- 24 octobre : Concours féminin par agrès (poutre, sol), Concours masculin par agrès (saut de cheval, barre fixe, barres parallèles)

## Tableau des médailles
| Épreuve                                         | Or                       | Argent                           | Bronze                                           |
| ----------------------------------------------- | ------------------------ | -------------------------------- | ------------------------------------------------ |
| Hommes                                          |                          |                                  |                                                  |
| Concours général individuel résultats détaillés | Zhang Boheng (CHN)       | Daiki Hashimoto (JPN)            | Illia Kovtun (UKR)                               |
| Anneaux résultats détaillés                     | Lan Xingyu (CHN)         | Marco Lodadio (ITA)              | Salvatore Maresca (ITA) Grigorii Klimentev (RGF) |
| Arçons résultats détaillés                      | Stephen Nedoroscik (USA) | Weng Hao (CHN) Kazuma Kaya (JPN) | Non attribuée                                    |
| Barre fixe résultats détaillés                  | Hu Xuwei (CHN)           | Daiki Hashimoto (JPN)            | Brody Malone (USA)                               |
| Barres parallèles résultats détaillés           | Hu Xuwei (CHN)           | Carlos Yulo (PHI)                | Shi Cong (CHN)                                   |
| Saut résultats détaillés                        | Carlos Yulo (PHI)        | Hidenobu Yonekura (JPN)          | Andrey Medvedev (ISR)                            |
| Sol résultats détaillés                         | Nicola Bartolini (ITA)   | Kazuki Minami (JPN)              | Emil Soravuo (FIN)                               |
| Femmes                                          |                          |                                  |                                                  |
| Concours général individuel résultats détaillés | Angelina Melnikova (RGF) | Leanne Wong (USA)                | Kayla DiCello (USA)                              |
| Barres asymétriques résultats détaillés         | Wei Xiaoyuan (CHN)       | Rebeca Andrade (BRA)             | Luo Rui (CHN)                                    |
| Poutre résultats détaillés                      | Urara Ashikawa (JPN)     | Pauline Schäfer-Betz (GER)       | Mai Murakami (JPN)                               |
| Saut résultats détaillés                        | Rebeca Andrade (BRA)     | Asia D'Amato (ITA)               | Angelina Melnikova (RGF)                         |
| Sol résultats détaillés                         | Mai Murakami (JPN)       | Angelina Melnikova (RGF)         | Leanne Wong (USA)                                |

|  |  |

## Résultats détaillés

### Hommes

#### Concours général individuel
| Rang               | Gymnaste | Pays | Sol | Cheval d'arçon | Anneaux | Saut | Barres parallèles | Barre fixe | Total |
| ------------------ | -------- | ---- | --- | -------------- | ------- | ---- | ----------------- | ---------- | ----- |
| Médaille d'or      |          |      |     |                |         |      |                   |            |       |
| Médaille d'argent  |          |      |     |                |         |      |                   |            |       |
| Médaille de bronze |          |      |     |                |         |      |                   |            |       |
| 4                  |          |      |     |                |         |      |                   |            |       |
| 5                  |          |      |     |                |         |      |                   |            |       |
| 6                  |          |      |     |                |         |      |                   |            |       |
| 7                  |          |      |     |                |         |      |                   |            |       |
| 8                  |          |      |     |                |         |      |                   |            |       |

#### Anneaux
| Rang               | Nom | Pays | Score D | Score E | Pénalité | Total |
| ------------------ | --- | ---- | ------- | ------- | -------- | ----- |
| Médaille d'or      |     |      |         |         |          |       |
| Médaille d'argent  |     |      |         |         |          |       |
| Médaille de bronze |     |      |         |         |          |       |
| 4                  |     |      |         |         |          |       |
| 5                  |     |      |         |         |          |       |
| 6                  |     |      |         |         |          |       |
| 7                  |     |      |         |         |          |       |
| 8                  |     |      |         |         |          |       |

#### Arçons
| Rang               | Nom | Pays | Score D | Score E | Pénalité | Total |
| ------------------ | --- | ---- | ------- | ------- | -------- | ----- |
| Médaille d'or      |     |      |         |         |          |       |
| Médaille d'argent  |     |      |         |         |          |       |
| Médaille de bronze |     |      |         |         |          |       |
| 4                  |     |      |         |         |          |       |
| 5                  |     |      |         |         |          |       |
| 6                  |     |      |         |         |          |       |
| 7                  |     |      |         |         |          |       |
| 8                  |     |      |         |         |          |       |

#### Barre fixe
| Rang               | Nom | Pays | Score D | Score E | Pénalité | Total |
| ------------------ | --- | ---- | ------- | ------- | -------- | ----- |
| Médaille d'or      |     |      |         |         |          |       |
| Médaille d'argent  |     |      |         |         |          |       |
| Médaille de bronze |     |      |         |         |          |       |
| 4                  |     |      |         |         |          |       |
| 5                  |     |      |         |         |          |       |
| 6                  |     |      |         |         |          |       |
| 7                  |     |      |         |         |          |       |
| 8                  |     |      |         |         |          |       |

#### Barres parallèles
| Rang               | Nom | Pays | Score D | Score E | Pénalité | Total |
| ------------------ | --- | ---- | ------- | ------- | -------- | ----- |
| Médaille d'or      |     |      |         |         |          |       |
| Médaille d'argent  |     |      |         |         |          |       |
| Médaille de bronze |     |      |         |         |          |       |
| 4                  |     |      |         |         |          |       |
| 5                  |     |      |         |         |          |       |
| 6                  |     |      |         |         |          |       |
| 7                  |     |      |         |         |          |       |
| 8                  |     |      |         |         |          |       |

#### Saut
| Rang               | Nom | Pays | Saut 1  | Saut 1  | Saut 1 | Saut 1 | Saut 2  | Saut 2  | Saut 2 | Saut 2 | Total |
| Rang               | Nom | Pays | Score D | Score E | Pén.   | Total  | Score D | Score E | Pén.   | Total  | Total |
| ------------------ | --- | ---- | ------- | ------- | ------ | ------ | ------- | ------- | ------ | ------ | ----- |
| Médaille d'or      |     |      |         |         |        |        |         |         |        |        |       |
| Médaille d'argent  |     |      |         |         |        |        |         |         |        |        |       |
| Médaille de bronze |     |      |         |         |        |        |         |         |        |        |       |
| 4                  |     |      |         |         |        |        |         |         |        |        |       |
| 5                  |     |      |         |         |        |        |         |         |        |        |       |
| 6                  |     |      |         |         |        |        |         |         |        |        |       |
| 7                  |     |      |         |         |        |        |         |         |        |        |       |
| 8                  |     |      |         |         |        |        |         |         |        |        |       |

#### Sol
| Rang               | Nom | Pays | Score D | Score E | Pénalité | Total |
| ------------------ | --- | ---- | ------- | ------- | -------- | ----- |
| Médaille d'or      |     |      |         |         |          |       |
| Médaille d'argent  |     |      |         |         |          |       |
| Médaille de bronze |     |      |         |         |          |       |
| 4                  |     |      |         |         |          |       |
| 5                  |     |      |         |         |          |       |
| 6                  |     |      |         |         |          |       |
| 7                  |     |      |         |         |          |       |
| 8                  |     |      |         |         |          |       |

### Femmes

#### Concours général individuel
| Rang               | Gymnaste           | Pays                            | Saut        | Barres asymétriques | Poutre      | Sol         | Total  |
| ------------------ | ------------------ | ------------------------------- | ----------- | ------------------- | ----------- | ----------- | ------ |
| Médaille d'or      | Angelina Melnikova | Fédération russe de gymnastique | 14.466 (2)  | 14.533 (1)          | 13.800 (2)  | 13.833 (2)  | 56.632 |
| Médaille d'argent  | Leanne Wong        | États-Unis                      | 14.341 (5)  | 14.066 (3)          | 13.900 (1)  | 14.033 (1)  | 56.340 |
| Médaille de bronze | Kayla DiCello      | États-Unis                      | 14.600 (1)  | 12.766 (14)         | 13.400 (4)  | 13.800 (3)  | 54.566 |
| 4                  | Vladislava Urazova | Fédération russe de gymnastique | 13.566 (12) | 14.333 (2)          | 12.333 (13) | 13.366 (14) | 53.598 |
| 5                  | Naomi Visser       | Pays-Bas                        | 13.400 (17) | 13.800 (4)          | 12.966 (5)  | 12.666 (12) | 52.832 |
| 6                  | Wei Xiaoyuan       | Chine                           | 13.200 (20) | 13.366 (7)          | 13.733 (3)  | 12.400 (16) | 52.699 |
| 7                  | Ana Filipa Martins | Portugal                        | 13.466 (16) | 13.000 (10)         | 12.933 (6)  | 12.800 (10) | 52.199 |
| 8                  | Alice D'Amato      | Italie                          | 14.400 (3)  | 12.916 (11)         | 11.766 (19) | 13.000 (6)  | 52.082 |

#### Barres asymétriques
| Rang               | Nom                | Pays                            | Score D | Score E | Pénalité | Total  |
| ------------------ | ------------------ | ------------------------------- | ------- | ------- | -------- | ------ |
| Médaille d'or      | Wei Xiaoyuan       | Chine                           | 6.500   | 8.233   |          | 14.733 |
| Médaille d'argent  | Rebeca Andrade     | Brésil                          | 5.900   | 8.733   |          | 14.633 |
| Médaille de bronze | Luo Rui            | Chine                           | 6.200   | 8.433   |          | 14.633 |
| 4                  | Angelina Melnikova | Fédération russe de gymnastique | 6.100   | 8.433   |          | 14.533 |
| 5                  | Zsófia Kovács      | Hongrie                         | 6.200   | 8.266   |          | 14.466 |
| 6                  | Elisa Iorio        | Italie                          | 6.200   | 8.200   |          | 14.400 |
| 7                  | Vladislava Urazova | Fédération russe de gymnastique | 6.300   | 8.100   |          | 14.400 |
| 8                  | Ana Filipa Martins | Portugal                        | 6.000   | 8.066   |          | 14.066 |

La brésilienne Rebeca Andrade et la chinoise Rui Luo ont obtenu le même score. La règle, en cas d'égalité, a donc dû être appliquée, en favorisant la gymnaste ayant eu le meilleur score d'éxécution.

#### Poutre
| Rang               | Nom                  | Pays                            | Score D | Score E | Pénalité | Total  |
| ------------------ | -------------------- | ------------------------------- | ------- | ------- | -------- | ------ |
| Médaille d'or      | Urara Ashikawa       | Japon                           | 5.900   | 8.200   |          | 14.100 |
| Médaille d'argent  | Pauline Schäfer-Betz | Allemagne                       | 5.400   | 8.400   |          | 13.800 |
| Médaille de bronze | Mai Murakami         | Japon                           | 5.800   | 7.933   |          | 13.733 |
| 4                  | Leanne Wong          | États-Unis                      | 5.500   | 7.833   |          | 13.333 |
| 5                  | Luo Rui              | Chine                           | 5.800   | 7.500   |          | 13.300 |
| 6                  | Rebeca Andrade       | Brésil                          | 5.400   | 7.100   |          | 12.500 |
| 7                  | Angelina Melnikova   | Fédération russe de gymnastique | 5.400   | 7.000   |          | 12.400 |
| 8                  | Kayla DiCello        | États-Unis                      | 4.900   | 6.966   |          | 11.866 |

#### Saut
| Rang               | Nom                | Pays                            | Saut 1  | Saut 1  | Saut 1 | Saut 1 | Saut 2  | Saut 2  | Saut 2 | Saut 2 | Total  |
| Rang               | Nom                | Pays                            | Score D | Score E | Pén.   | Total  | Score D | Score E | Pén.   | Total  | Total  |
| ------------------ | ------------------ | ------------------------------- | ------- | ------- | ------ | ------ | ------- | ------- | ------ | ------ | ------ |
| Médaille d'or      | Rebeca Andrade     | Brésil                          | 6.000   | 9.133   |        | 15.133 | 5.400   | 9.400   |        | 14.800 | 14.966 |
| Médaille d'argent  | Asia D'Amato       | Italie                          | 5.400   | 8.733   |        | 14.133 | 5.200   | 8.833   |        | 14.033 | 14.083 |
| Médaille de bronze | Angelina Melnikova | Fédération russe de gymnastique | 5.400   | 9.033   |        | 14.433 | 4.800   | 8.700   |        | 13.500 | 13.966 |
| 4                  | Nancy Taman        | Égypte                          | 5.400   | 8.733   |        | 14.133 | 4.600   | 8.733   |        | 13.333 | 13.733 |
| 5                  | Csenge Bácskay     | Hongrie                         | 5.000   | 8.866   |        | 13.866 | 4.800   | 8.800   |        | 13.600 | 13.733 |
| 6                  | Ofir Netzer        | Israël                          | 4.800   | 8.833   |        | 13.633 | 4.800   | 8.800   |        | 13.600 | 13.616 |
| 7                  | Natalia Escalera   | Mexique                         | 5.000   | 8.466   | -0.1   | 13.366 | 4.800   | 8.800   |        | 13.600 | 13.483 |
| 8                  | Elisabeth Geurts   | Pays-Bas                        | 5.400   | 8.966   |        | 14.366 | 4.800   | 7.533   |        | 12.333 | 13.349 |

Nancy Taman et Csenge Bácskay ont obtenu le même score total. Elles ont donc été départagées en comparant leur meilleur score (14.133 pour l'Égyptienne contre 13.866 pour la Hongroise).

#### Sol
| Rang               | Nom                 | Pays                            | Score D | Score E | Pénalité | Total  |
| ------------------ | ------------------- | ------------------------------- | ------- | ------- | -------- | ------ |
| Médaille d'or      | Mai Murakami        | Japon                           | 5.800   | 8.266   |          | 14.066 |
| Médaille d'argent  | Angelina Melnikova  | Fédération russe de gymnastique | 5.600   | 8.400   |          | 14.000 |
| Médaille de bronze | Leanne Wong         | États-Unis                      | 5.700   | 8.133   |          | 13.833 |
| 4                  | Vladislava Urazova  | Fédération russe de gymnastique | 5.300   | 8.400   |          | 13.700 |
| 5                  | Kayla DiCello       | États-Unis                      | 5.400   | 8.233   |          | 13.633 |
| 6                  | Maria Ceplinschi    | Roumanie                        | 5.200   | 8.166   |          | 13.366 |
| 7                  | Anastasia Bachynska | Ukraine                         | 5.100   | 7.933   |          | 13.033 |
| 8                  | Yuna Hiraiwa        | Japon                           | 5.100   | 7.033   |          | 12.133 |